# Mesosignum elegantulum
Mesosignum elegantulum là một loài chân đều trong họ Mesosignidae. Loài này được Birstein miêu tả khoa học năm 1963.